# Nick Viergever
Nick Viergever (Capelle aan den IJssel, 3 augustus 1989) is een Nederlands profvoetballer die doorgaans als verdediger speelt en voor FC Utrecht uitkomt. Viergever debuteerde in 2012 in het Nederlands voetbalelftal.

## Clubcarrière

### Sparta Rotterdam
Viergever maakte zijn debuut in het betaald voetbal op 10 mei 2009 een uitwedstrijd tegen N.E.C. waarin hij in de 78e minuut in het veld kwam voor Edwin van Bueren. In zijn tweede jaar in het eerste van Sparta Rotterdam groeide hij uit tot een vaste waarde. Ook maakte hij zijn debuut in Jong Oranje toen hij door Cor Pot in november van 2009 voor het eerst geselecteerd werd.

### AZ
Op 16 juni 2010 tekende hij een contract dat hem tot 2014 zou binden aan AZ. Hier groeide hij in de loop der jaren uit tot een belangrijke verdediger.
Aan het begin van het 2012/2013 seizoen werd hij na het vertrek van Niklas Moisander en Rasmus Elm tot tweede aanvoerder benoemd achter Maarten Martens. Doordat Martens aan het begin van het seizoen zwaar geblesseerd raakte, droeg Viergever de rest van het seizoen de aanvoerdersband. Op 9 mei 2013 won hij als aanvoerder de KNVB Beker met AZ na een 2-1-overwinning op PSV.
In de zomer van 2013 verlengde Viergever zijn contract met een jaar, waardoor hij tot de zomer van 2015 verbonden blijft bij club AZ. Vanaf seizoen 2013/2014 werd Viergever de vaste linksback van AZ, waardoor hij door de UEFA werd uitgeroepen tot Beste Linksback tijdens de groepsfase van de Europa League. Na het vertrek van Maarten Martens in januari 2014, werd Viergever opnieuw aanvoerder van AZ.

### Ajax
Ajax maakte op 24 mei 2014 bekend dat het een overeenstemming bereikt had met AZ en Nick Viergever over zijn overgang naar Ajax. Viergever tekende een contract dat inging op 1 juli 2014 en een looptijd heeft van vier seizoenen, tot en met 30 juni 2018. Op 28 juni 2014 maakte Viergever zijn officieuze debuut voor Ajax in de vriendschappelijke wedstrijd tegen SDC Putten die met 13-1 werd gewonnen. Viergever scoorde in deze wedstrijd de openingstreffer. Viergever maakte zijn officiële debuut op 3 augustus 2014 in de Johan Cruijff Schaal wedstrijd tegen PEC Zwolle die met 1-0 werd verloren. Viergever moest wegens een blessure al in de 39e minuut het veld verlaten. Een week later, in zijn competitiedebuut voor Ajax scoorde Viergever zijn eerste officiële doelpunt. Viergever kreeg tijdens zijn eerste seizoen bij Ajax geen vaste basisplaats, maar moest vaak genoegen nemen met minuten als invaller.
Tijdens de start van het seizoen 2015/16 moest Viergever genoegen nemen met een plek op de reservebank. De Boer koos voor Joël Veltman en Jaïro Riedewald als centrale duo en Mitchell Dijks als linksback. Om wedstrijdritme op te doen speelde hij op 24 augustus 2015 mee met Jong Ajax in de Jupiler League thuiswedstrijd tegen FC Eindhoven (0 – 0). Na blessures van Jaïro Riedewald en Kenny Tete begin 2016, schoof Joël Veltman door als rechtsback, waardoor Viergever samen met Mike van der Hoorn het centrale duo vormde in de verdediging van Ajax.
In het seizoen 2016/17, op donderdag 20 april 2017, scoorde Viergever in de verlenging de bevrijdende 3-1 in Gelsenkirchen tegen FC Schalke 04, waardoor Ajax voor het eerst sinds 1997 de halve finale van de UEFA Europa League wist te bereiken. Amin Younes scoorde vervolgens nog de 3-2 en besliste daarmee de wedstrijd. Ajax en hij bereikten daarna ook de finale, maar verloren die van Manchester United. Viergever was ook in het seizoen 2017/18 tot aan de winterstop een vaste waarde in de verdediging van Ajax. Na de jaarwisseling kwam hij niet meer in actie voor de club vanwege aanhoudende enkelklachten.

### PSV
Viergever tekende in mei 2018 een contract tot medio 2022 bij PSV, dat een paar weken eerder Nederlands landskampioen werd. De Eindhovense club kon hem transfervrij inlijven omdat zijn contract bij Ajax ten einde liep. Viergever kreeg bij PSV direct een basisplaats centraal in het centrum, naast Daniel Schwaab. Hij behield die het hele seizoen. Hij eindigde in zijn eerste jaar met PSV op de tweede plaats, drie punten achter Ajax. Daarmee werd hij de eerste voetballer in de geschiedenis van de Eredivisie die vijf seizoenen op rij tweede werd.. Viergever bleef ook in zijn tweede seizoen in Eindhoven basisspeler. Ditmaal vormde hij een duo met Timo Baumgartl. Vanaf het seizoen 2020/21 raakte hij zijn basisplaats kwijt aan Olivier Boscagli.

### Greuther Fürth
Op de deadlineday van de transfermarkt in de zomer van 2021 maakte hij de overstap naar het Duitse SpVgg Greuther Fürth, waar hij een tweejarig contract ondertekende. Na een seizoen vertrok hij echter weer nadat de club degradeerde uit de Bundesliga.

### FC Utrecht
Op 15 mei werd bekend dat Viergever een tweejarig contract ondertekende bij FC Utrecht. Daar liep hij in de eerste seizoenshelft een knieblessure op.

## Clubstatistieken
Beloften
| Seizoen | Club      | Competitie     | Competitie | Competitie |
| Seizoen | Club      | Competitie     | Wed.       | Dlp.       |
| ------- | --------- | -------------- | ---------- | ---------- |
| 2015/16 | Jong Ajax | Eerste divisie | 3          | 0          |
| Totaal  | Totaal    | Totaal         | 3          | 0          |

Senioren
| Seizoen         | Club             | Competitie      | Competitie | Competitie | Beker | Beker | Internationaal | Internationaal | Overig1 | Overig1 | Totaal | Totaal |
| Seizoen         | Club             | Competitie      | Wed.       | Dlp.       | Wed.  | Dlp.  | Wed.           | Dlp.           | Wed.    | Dlp.    | Wed.   | Dlp.   |
| --------------- | ---------------- | --------------- | ---------- | ---------- | ----- | ----- | -------------- | -------------- | ------- | ------- | ------ | ------ |
| 2008/09         | Sparta Rotterdam | Eredivisie      | 1          | 0          | 0     | 0     | —              | —              | —       | —       | 1      | 0      |
| 2009/10         | Sparta Rotterdam | Eredivisie      | 29         | 0          | 3     | 0     | —              | —              | 3       | 0       | 35     | 0      |
| Club totaal     | Club totaal      | Club totaal     | 30         | 0          | 3     | 0     | 0              | 0              | 3       | 0       | 36     | 0      |
| 2010/11         | AZ               | Eredivisie      | 16         | 0          | 0     | 0     | 3              | 0              | —       | —       | 19     | 0      |
| 2011/12         | AZ               | Eredivisie      | 30         | 2          | 5     | 1     | 14             | 0              | —       | —       | 49     | 3      |
| 2012/13         | AZ               | Eredivisie      | 31         | 0          | 6     | 0     | 2              | 0              | —       | —       | 39     | 0      |
| 2013/14         | AZ               | Eredivisie      | 33         | 3          | 5     | 0     | 13             | 2              | 5       | 0       | 56     | 5      |
| Club totaal     | Club totaal      | Club totaal     | 110        | 5          | 16    | 1     | 32             | 2              | 5       | 0       | 163    | 8      |
| 2014/15         | Ajax             | Eredivisie      | 26         | 2          | 3     | 0     | 9              | 1              | 1       | 0       | 39     | 3      |
| 2015/16         | Ajax             | Eredivisie      | 17         | 0          | 1     | 0     | 1              | 0              | —       | —       | 19     | 0      |
| 2016/17         | Ajax             | Eredivisie      | 29         | 2          | 1     | 0     | 13             | 2              | —       | —       | 43     | 4      |
| 2017/18         | Ajax             | Eredivisie      | 12         | 2          | 2     | 0     | 4              | 0              | —       | —       | 18     | 2      |
| Club totaal     | Club totaal      | Club totaal     | 84         | 6          | 7     | 0     | 27             | 3              | 1       | 0       | 119    | 9      |
| 2018/19         | PSV              | Eredivisie      | 34         | 3          | 0     | 0     | 8              | 0              | 1       | 0       | 43     | 3      |
| 2019/20         | PSV              | Eredivisie      | 23         | 0          | 1     | 0     | 10             | 0              | 0       | 0       | 34     | 0      |
| 2020/21         | PSV              | Eredivisie      | 17         | 0          | 1     | 0     | 4              | 0              | 0       | 0       | 22     | 0      |
| 2021/22         | PSV              | Eredivisie      | 1          | 0          | 0     | 0     | 1              | 0              | 0       | 0       | 2      | 0      |
| Club totaal     | Club totaal      | Club totaal     | 75         | 3          | 2     | 0     | 23             | 0              | 1       | 0       | 101    | 3      |
| 2021/22         | Greuther Fürth   | Bundesliga      | 24         | 0          | 0     | 0     | —              | —              | —       | —       | 24     | 0      |
| Club totaal     | Club totaal      | Club totaal     | 24         | 0          | 0     | 0     | 0              | 0              | 0       | 0       | 24     | 0      |
| 2022/23         | FC Utrecht       | Eredivisie      | 19         | 2          | 2     | 1     | —              | —              | 2       | 1       | 23     | 4      |
| 2023/24         | FC Utrecht       | Eredivisie      | 25         | 1          | 1     | 0     | —              | —              | 2       | 1       | 28     | 2      |
| Club totaal     | Club totaal      | Club totaal     | 44         | 3          | 3     | 1     | 0              | 0              | 4       | 2       | 51     | 6      |
| Carrière totaal | Carrière totaal  | Carrière totaal | 367        | 17         | 31    | 2     | 82             | 5              | 12      | 1       | 492    | 25     |

Bijgewerkt op 26 mei 2024.

## Interlandcarrière
Onder leiding van bondscoach Louis van Gaal maakte Viergever zijn officiële debuut voor het Nederlands voetbalelftal op woensdag 15 augustus 2012 in het vriendschappelijke duel in en tegen België, dat met 4-2 verloren werd door Oranje. Andere debutanten in die wedstrijd waren Ricardo van Rhijn (Ajax), Stefan de Vrij (Feyenoord), Bruno Martins Indi (Feyenoord) en Adam Maher (AZ). Hij was een van de afvallers bij de eerste schifting die bondscoach Bert van Marwijk maakte voor het EK voetbal 2012. De andere afvallers waren Urby Emanuelson (AC Milan), Hedwiges Maduro (Valencia), Georginio Wijnaldum (PSV), Alexander Büttner (Vitesse), Jasper Cillessen (Ajax), Ola John (FC Twente), Erwin Mulder (Feyenoord) en Stefan de Vrij (Feyenoord).
| Interlands van Nick Viergever voor Nederland | Interlands van Nick Viergever voor Nederland | Interlands van Nick Viergever voor Nederland | Interlands van Nick Viergever voor Nederland | Interlands van Nick Viergever voor Nederland | Interlands van Nick Viergever voor Nederland |
| №                                            | Datum                                        | Wedstrijd                                    | Uitslag                                      | Competitie                                   | Doelpunten                                   |
| Als speler van AZ                            | Als speler van AZ                            | Als speler van AZ                            | Als speler van AZ                            | Als speler van AZ                            | Als speler van AZ                            |
| -------------------------------------------- | -------------------------------------------- | -------------------------------------------- | -------------------------------------------- | -------------------------------------------- | -------------------------------------------- |
| 1.                                           | 15 augustus 2012                             | België – Nederland                           | 4 – 2                                        | Vriendschappelijk                            |                                              |
| Als speler van Ajax                          |                                              |                                              |                                              |                                              |                                              |
| 2.                                           | 28 maart 2017                                | Nederland – Italië                           | 1 – 2                                        | Vriendschappelijk                            |                                              |
| 3.                                           | 31 mei 2017                                  | Marokko – Nederland                          | 1 – 2                                        | Vriendschappelijk                            |                                              |

## Erelijst
| KNVB beker | 1x | 2012/13 |

## Trivia
- Viergever kreeg op 15 maart 2012 tijdens een wedstrijd in het kader van de UEFA Europa League tegen Udinese de snelste rode kaart ooit in het toernooi. Drie minuten na het eerste fluitsignaal moest hij het veld verlaten.
- Tussen 2014 en 2021 eindigde Viergever zes seizoenen op een rij als tweede in de Eredivisie met Ajax en PSV.